# Makiyamaia coreanica
Makiyamaia coreanica là một loài ốc biển, là động vật thân mềm chân bụng sống ở biển thuộc họ Clavatulidae.

## Hình ảnh

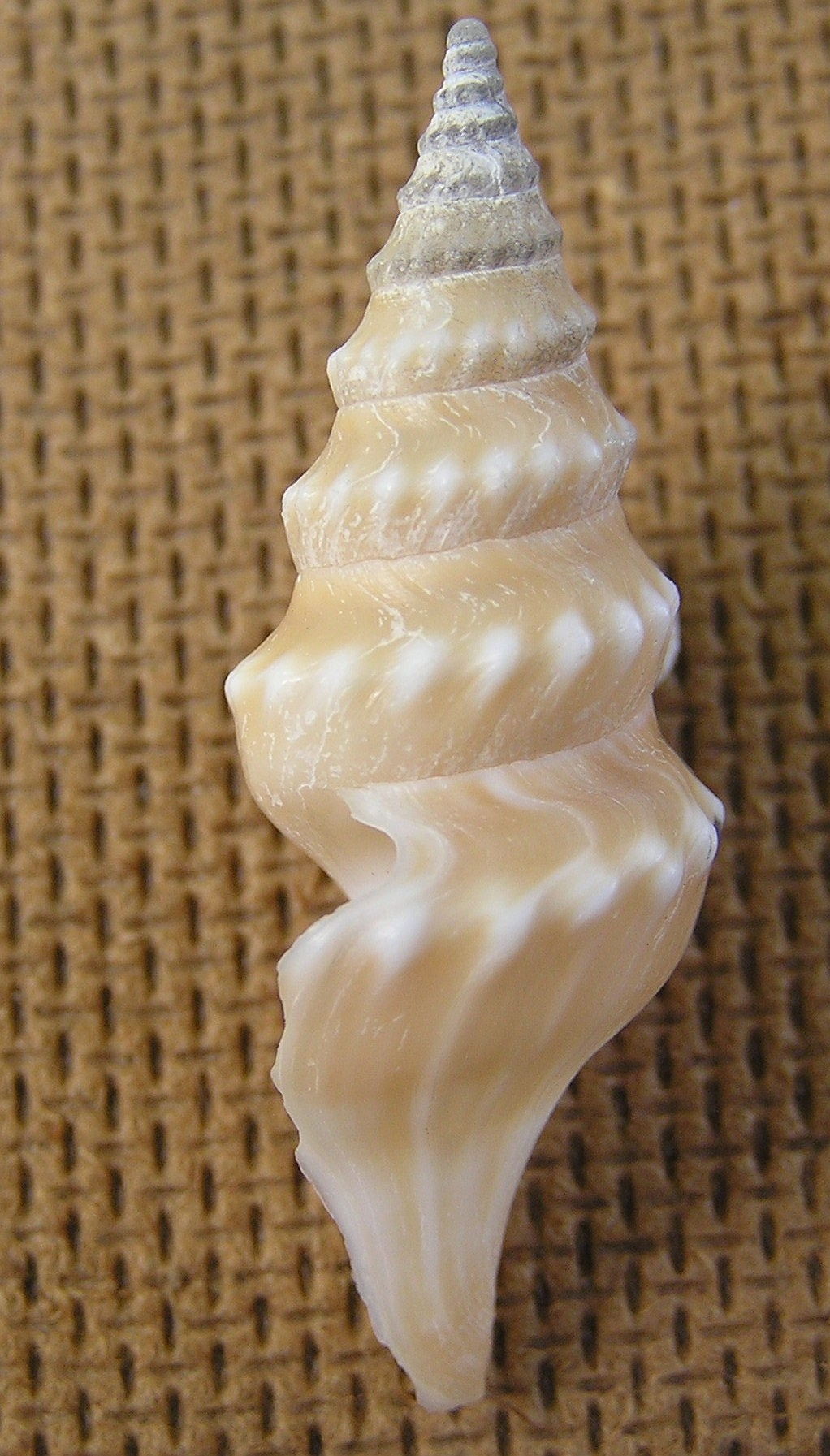